# Jerry Krause
Jerome «Jerry» Krause (Chicago, 6 de abril de 1939-Chicago, 21 de marzo de 2017) fue un ejecutivo deportivo estadounidense conocido internacionalmente por haber sido gerente general de los Chicago Bulls entre 1985 y 2003. Durante su mandato en la década de los noventa los Bulls dominaron el campeonato de la NBA. Liderados por el jugador superestrella Michael Jordan ganaron el campeonato de la NBA seis veces entre 1991 y 1998. Por el éxito del equipo, Krause recibió dos veces el Premio Ejecutivo del Año de la NBA. Su carrera en el deporte incluyó puestos como cazatalentos o gerente general de los Baltimore Bullets, los Chicago White Sox y los Chicago Bulls.

## Biografía

### Inicios
Nació el 6 de abril de 1939 y creció en Chicago, Illinois. Jugó al béisbol como receptor en la Escuela secundaria de Taft en Chicago y asistió a la Universidad de Bradley . 
Al finalizar sus estudios universitarios, comenzó a trabajar como cazatalentos para los Baltimore Bullets. Al principio, se ganó la reputación de poder ver el talento, por lo cual es mayormente acreditado como el responsable de haber descubierto al futuro miembro del Salón de la Fama, Earl Monroe.
Mientras estaba con los Bullets, insistió al equipo a elegir al alero de Dakota del Norte Phil Jackson en el draft de la NBA de 1967. Los Bullets no lo reclutaron, pero Krause continuó manteniéndose en contacto durante la carrera de Jackson y en sus primeros años como entrenador. Su relación floreció durante las décadas de 1970 y 1980; notablemente, cuando Jackson estaba entrenando a los Albany Patroons en la Asociación Continental de Baloncesto, Krause una vez lo llamó para solicitar un análisis de los jugadores de la liga, que Jackson proporcionó con gran detalle.
Después de unos años con Baltimore Bullets, también trabajó como cazatalentos para los Phoenix Suns, Philadelphia 76ers, Los Angeles Lakers y Chicago Bulls en la década de los setenta. A su vez, trabajaba como cazatalentos de béisbol para los Indios de Cleveland, los Atléticos de Oakland, los Marineros de Seattle y los Medias Blancas de Chicago. Mientras trabajaba para los Marineros, continuó buscando a tiempo parcial para los Lakers. Como cazatalentos de los Medias Blancas, jugó un papel importante en la firma de Ozzie Guillén y Kenny Williams, quienes conducirían a los Medias Blancas a un campeonato de la Serie Mundial en 2005 como gerente y gerente general, respectivamente.
Estaba reclutando para los Medias Blancas en 1984 cuando el dueño del equipo, Jerry Reinsdorf, compró los Chicago Bulls y al poco tiempo, fue nombrado gerente general.

### Chicago Bulls
Sucedió a Rod Thorn y administró la franquicia cuando Michael Jordan y Phil Jackson ascendieron al estatus de élite en sus respectivos puestos. 

#### Selección de jugadores
Al ser nombrado gerente general, realizó una serie de movimientos para construir las bases del equipo que dominaría la década de los noventa. Intercambió a jugadores indeseables, entregó la lista de los Bulls y creó una colección de selecciones de draft que resultarían en dos adiciones significativas al equipo en 1987. En el draft de 1987 eligió a dos novatos: Scottie Pippen, un pequeño alero de la Universidad de Arkansas Central; y Horace Grant, un poderoso delantero de Clemson. Los dos fueron los pilares de los equipos del campeonato 1991-1993 de los Bulls. Con esto, Krause demostró su talento para encontrar jugadores que no fueron bien recibidos o incluso poco conocidos por los principales exploradores. 
Sin embargo, también hizo muchas elecciones que no ayudaron al equipo. En 1986, planeó seleccionar un alero alto llamado Brad Sellers. Este jugador, según Krause, era una elección demasiado buena para dejarla pasar, ya que manejaba la pelota muy bien para ser un hombre grande, y también tenía un saltador externo sólido. Jordan, por otro lado, presionó a la gerencia para que tomara un guardia de dos vías de Duke llamado Johnny Dawkins. Parecía que Krause se llevaría a Dawkins, ya que los entrenadores y jugadores habían dejado en claro que lo querían a él y no a Sellers. El entrenador en jefe de los Bulls en ese momento, Doug Collins, le dijo al entrenador de Duke, Mike Krzyzewski, que el equipo elegiría a Dawkins. A pesar de ello, Krause ignoró a todos y eligió a Sellers, y pasó el verano tratando de vender a Jordan. [cita requerida] Este último fue tras Sellers sin piedad en la práctica, y fue cambiado después de tres temporadas. Jugó seis temporadas totales en la NBA, promediando 6.3 puntos por juego. Dawkins jugó durante nueve temporadas en la NBA y promedió 11.1 puntos por partido, aunque sufrió varias lesiones a lo largo de su carrera. 
Sellers fue una de las muchas selecciones de Krause con bajo rendimiento; otros incluyeron a Stacey King, Mark Randall, Will Perdue y Marcus Fizer. King y Perdue servirían como jugadores de respaldo en los equipos del Campeonato de los Bulls de 1991-1993, pero ambos jugadores serían luego intercambiados. Durante la temporada 1993–94 de la NBA, King fue cambiado a los Minnesota Timberwolves a cambio de Luc Longley. La aparición de Longley para los Bulls durante la temporada 1994-95 hizo que Perdue fuera prescindible, pero justo antes del comienzo de la temporada 1995–96, fue cambiado a los San Antonio Spurs por Dennis Rodman.

#### El traspaso de Oakley
Krause realizó otra transacción en 1988 a la que Jordan se opuso fuertemente. Estaba claro que los Bulls necesitaban un centro para poder competir por un título, por lo que Krause envió a Charles Oakley a Nueva York a cambio de Bill Cartwright. Oakley, quien era el mejor amigo de Jordan en el equipo, fue extremadamente duro, particularmente en los tableros y en la defensa. Cuando los Pistons siguieron a Jordan con sus jugadores físicos, Oakley era su guardaespaldas. Cartwright era un verdadero pívot, a diferencia del delantero de poder Oakley, pero era mucho más viejo. Aunque Cartwright no tenía la reputación de Oakley como defensor del bloqueo, fue muy efectivo para evitar que los centros oponentes dominaran los juegos, y fue un anotador interno más capaz. Jordan despreciaba el intercambio, no solo por los jugadores involucrados sino también por cómo se enteraron: por televisión mientras él y Oakley se dirigían a Las Vegas para ver una pelea de Mike Tyson. Cartwright resultó ser todo lo que los Bulls necesitaban, sin embargo, proporcionando una presencia en el medio para los tres campeonatos de los Bulls de 1991–1993. Quizás lo más importante fue que Cartwright demostró ser el mejor pívot de la liga para defender a Patrick Ewing, la estrella de los Knicks de Nueva York, quien fuera el jugador clave en el rival más importante de la conferencia de los Bulls a principios de la década de 1990.
Una de las formas más notables se demostró en los Juegos Olímpicos de 1992, cuando el Dream Team, incluidos Jordan y Pippen, se hizo con Croacia por la medalla de oro. El equipo de Croacia presentó a Toni Kukoč, una joven estrella a la que Krause había descubierto a través de contactos europeos y lo estaba cortejando hasta tal punto de que algunos de los Bulls se molestaron El biógrafo de Jordan, David Halberstam, dijo que Jordan y Pippen "parecían jugar contra Kukoc como si tuvieran una venganza", y que "al final, era como si hubieran estado jugando no contra Kukoc sino contra Krause". Jordan sería citado más tarde diciendo: "El intercambio de Oakley fue bueno, y lo mejor que hizo fue conseguir a Pippen y Grant. Eso es. Su reclamo a la fama es que seleccionó a Earl Monroe para las balas. Y le digo: "¿Qué elección fue esa?" Él dice: 'Dos'. Y yo digo, '¡Infierno! Earl Monroe era un verdadero secreto, ¿eh? Un verdadero secreto? ¡Si no lo hubieras tomado, habría ido tercero! "".
Más tarde, Jordan admitió que pudo haberse equivocado y Krause pudo haber estado en lo cierto sobre el intercambio de Cartwright, pero no cambió nada sobre la desconfianza y el odio general de Jordan hacia Krause. Estos sentimientos salieron a la superficie de muchas maneras diferentes, incluyendo a Jordan apodando a Krause "Crumbs" en referencia a su obesidad mórbida y apariencia descuidada, además de tener restos de donuts en su ropa.

#### Reconstrucción tras la primera retirada de Jordan
La primera retirada de Michael Jordan, después de la temporada de la NBA de 1993, trajo un cambio masivo a la lista de Chicago Bulls. Krause intentó reemplazarlo con el especialista defensivo Pete Myers y el agente libre Ron Harper, pero ninguno demostró ser capaz de llevar a Chicago Bulls a un campeonato, aunque Harper desempeñaría un papel invaluable en el segundo "three-peat". Justo antes de que Jordan anunciara su retirada, finalmente pudo persuadir a Kukoč para que rescindiera su contrato en Europa y se uniera a los Bulls. Los Bulls de 1993–94 llegaron a las semifinales del campeonato, donde perdieron contra los Knicks de Nueva York en siete juegos, cuando tres años atrás los habían vencido en los playoffs. 
Cuando Jordan regresó a la NBA al final de la temporada de 1995, Krause una vez más se puso a trabajar para reunir lo que ha sido etiquetado como el mejor equipo en la historia de la NBA después de la adquisición de Dennis Rodman de los Spurs fuera de temporada. Los Bulls ganaron un récord de 72 juegos de la NBA en ese entonces y Krause fue nombrado Ejecutivo del Año por segunda vez. Al año siguiente, lograron la segunda mejor temporada de la NBA con 69 victorias y volvieron a ser campeones.

#### "El último baile"
Krause y el entrenador en jefe Phil Jackson habían sido amigos durante años, pero su relación, en opinión de Jackson, se rompió a principios de la década de 1990 después de que el reportero del Chicago Tribune, Sam Smith (a quien Krause despreciaba), publicó un libro sobre el equipo de título de 1991, The Jordan Rules. El libro detalla la tensión que ya existía entre Krause y los jugadores, y finalmente creó una brecha entre Krause y Jackson. Independientemente del éxito que tuvo como entrenador en jefe de los Bulls, la tensión con Krause creció en los años siguientes, y en la temporada 1997-98, se vio especialmente ilustrada por los siguientes incidentes: 
- Durante el verano de 1997, la hijastra de Krause se casó. Todos los entrenadores asistentes de los Bulls y sus esposas fueron invitados a la boda, al igual que Tim Floyd, quien en ese entonces era el entrenador en jefe de Iowa State, a quien se lo veía abiertamente como el sucesor de Jackson (y que eventualmente lo sucedería). Jackson y su entonces esposa, June, ni siquiera fueron informados de la boda, mucho menos invitados, solo se enteraron del evento cuando la esposa de Cartwright, quien para ese entonces se había convertido en asistente de los Bulls, le preguntó a June con qué se iba a vestir para la recepción.[16]
- Después de negociaciones polémicas entre Jackson y los Bulls en ese mismo período, solamente firmó contrato para la temporada 1997-98. Krause anunció la firma en lo que los medios de Chicago consideraron ampliamente como una manera mezquina, enfatizando que Jackson no sería recontratado incluso si los Bulls ganaran el título de 1997-98. Eso desencadenó una discusión entre Jackson y Krause en la que Jackson esencialmente le dijo a Krause que parecía estar apoyando al otro lado y no a los Bulls. En ese momento, Krause le dijo a Jackson: "No me importa si es 82 y 0 este año, te vas".[17]
- Krause fue ampliamente citado diciendo: "Los jugadores y entrenadores no ganan campeonatos; las organizaciones ganan campeonatos". La declaración ofendió particularmente a Michael Jordan, sin embargo, Krause dijo que su frase original era "Los jugadores y entrenadores solos no ganan campeonatos; las organizaciones ganan campeonatos".[18]

Después del título final de los Bulls de la era de Jordan en 1998, Jackson dejó el equipo prometiendo no volver a entrenar jamás, pero después de tomarse un año sabático, decidió darle otra oportunidad a los Lakers. Viejo amigo del entrenador asistente de Krause y Bulls, Tex Winter (quien fue el arquitecto de la ofensiva triangular), quedó con los Bulls por otra temporada completa, dejando la organización en el verano de 1999, cuando Phil Jackson fue contratado para entrenar a Los Angeles Lakers. Krause dijo que no había hablado con Jackson desde entonces. Cuando Jordan ingresó al Salón de la Fama en 2009, Krause no asistió. Dijo que no asistiría a la ceremonia debido a su boicot personal al Salón de la Fama por su negativa a inducir a Winter. Krause y Jackson dejaron de lado brevemente sus diferencias cuando Winter fue finalmente admitido dos años después. Los dos se dieron la mano antes de la ceremonia y se condujeron de manera cordial durante el segmento de Winter.
Krause comentó cuando Jackson se convirtió en presidente de los New York Knicks que: "Phil no aceptó el trabajo porque pensó que tenía un club de playoffs". Tomó el trabajo por el dinero ".

#### Reconstrucción
Al observar que los jugadores estaban envejeciendo y los Bulls enfrentaban un futuro incierto, decidió descargar a los veteranos y reconstruir al equipo. Sin embargo, se agregaron pocos jugadores importantes (aparte de los borradores).
Talento más joven
El draft atrajo a los Bulls prolíficos jugadores universitarios como Elton Brand, Ron Artest, Marcus Fizer, Jamal Crawford y Jay Williams, pero sería el draft del 2001 el que se destacaría. Después de terminar 15–67 durante la temporada 2000–2001, Krause decidió apostar y canjear a su mejor jugador por el estudiante de secundaria Tyson Chandler, quien fue promocionado como "el próximo Kevin Garnett", y reclutar a otro estudiante de secundaria, Eddy Curry, quién del mismo modo, se promocionó como una versión ligeramente más pequeña de Shaquille O'Neal, con la cuarta selección general en el draft. 
Creía que el tándem de Chandler y Curry se convertiría en jugadores de élite y proporcionaría la base para otra dinastía. Un intercambio de mitad de temporada al año siguiente llevó al anotador Jalen Rose a los Bulls a cambio de Brad Miller y Artest, lo que despejó el tiempo de juego para los dos novatos. Después de reclutar a Jay Williams durante la temporada baja, los Bulls tuvieron una lista con Rose, Crawford, Curry, Chandler, Williams y Fizer, cumpliendo el sueño de Krause de construir un talentoso equipo atlético joven. Sin embargo, los Bulls mostraron una pequeña mejora al año siguiente.

### Últimos años y muerte
En 2003 renunció como gerente general de Chicago Bulls, explicando: "Los rigores y el estrés del trabajo me han causado algunos problemas físicos menores en los últimos años". Los Bulls cayeron a 23-59 en la temporada siguiente, y el sueño de Krause de un equipo atlético joven y talentoso implosionó con todas sus adquisiciones negociadas o fuera de la liga en tres años. Eddy Curry tuvo éxito en la liga, pero quizás no estuvo a la altura de las elevadas expectativas que tenía Krause. Mientras tanto, los exjugadores Brand, Miller, Artest y Chandler se convirtieron en All-Stars para sus nuevos equipos. 
Regresó a sus raíces y trabajó brevemente para los Yankees de Nueva York como explorador antes de unirse a los Mets de Nueva York en 2005. En 2010, se unió a los Medias Blancas de Chicago como explorador, un puesto que había ocupado en los años setenta y ochenta. Fue nombrado por los Diamondbacks de Arizona como asistente especial en su departamento de exploración el 1 de abril de 2011. El 21 de marzo de 2017, falleció a la edad de 77 años después de haber estado luchando con problemas de salud como la osteomielitis . Fue incluido en el Salón de la Fama del Baloncesto de 2017 a título póstumo.

## Premios y reconocimientos
- 2 veces nombrado Ejecutivo del Año de la NBA (1987-88, 1995-96)